# Zwei sind nicht zu bremsen
Zwei sind nicht zu bremsen (Originaltitel: Pari e dispari) ist eine italienische Filmkomödie aus dem Jahr 1978 mit Terence Hill und Bud Spencer in den Hauptrollen.

## Handlung
Im Süden von Florida kontrolliert die Mafia mithilfe korrupter Politiker eine ganze Reihe von Spielcasinos. Regelmäßig werden dort bei Glücksspielen Matrosen und Offiziere der U. S. Navy über den Tisch gezogen. Die Navy will dieses Treiben nicht länger dulden.
Da Admiral O’Connor offiziell nichts gegen die Gangster unternehmen kann, beauftragt er Lt. Johnny Firpo vom Marinegeheimdienst, die Casino-Mafia auszuheben. Er soll deshalb den Kopf der Buchmacherbande und Casinobesitzer namens Carabulis aufstöbern und dingfest machen. Firpo wurde deshalb ausgewählt, weil er überdurchschnittlich intelligent, clever, mit allen Arten der Selbstverteidigung vertraut ist und ein fotografisches Gedächtnis besitzt. Die Sache hat allerdings einen Haken: Johnny hat keine Ahnung vom Glücksspiel. Daher kommt sein Halbbruder Charlie ins Spiel. Charlie, ein ehemaliger Berufsspieler, hat einst für Carabulis gearbeitet. Allerdings hat Charlie kein Interesse an dem Auftrag, weil er sich geschworen hat, nie mehr zu spielen. Stattdessen verdient er sein Geld lieber auf ehrliche Art und Weise als Trucker.
Dank einer List nimmt Charlie den Auftrag aber doch an: Er glaubt, Geld für die Operation des „blinden“ Vaters der Brüder Firpo erwirtschaften zu müssen. Mit dem ergaunerten Geld soll außerdem einem Waisenhaus geholfen werden. So wird Johnny von Charlie in die Geheimnisse des Glücksspiels eingeweiht. Schließlich nimmt Johnny die Gelegenheit wahr, gegen Carabulis im Poker anzutreten. Das Spiel findet auf Carabulis’ Casino-Yacht statt. Während Johnny nun am Glücksspiel teilnimmt und ununterbrochen abkassiert, deckt Charlie per Zufall den Schwindel mit seinem Vater auf. Mit dessen Hilfe eilt er zur Casino-Yacht, um mit Johnny abzurechnen. Nach der großen Abschlusskeilerei wendet Charlie einen Trick an, um den gesamten Spielgewinn (rund eine Million Dollar) dem Waisenhaus, das kurz vor der Schließung steht, zukommen zu lassen.

## Rezeption
Der Film kam am 14. Dezember 1978 in die westdeutschen Kinos und wurde mit 5.244.000 Besuchern zu einem der erfolgreichsten Filme 1978/1979.

## Kritiken
„Einmal im Jahr gibt's für Liebhaber des unschlagbaren Duos Terence Hill/Bud Spencer ein Fest, denn einmal im Jahr drehen die beiden noch einen Film zusammen, und da bleibt kein Auge trocken.“

„Prügelfilm nach bekanntem Muster: voller Klamauk, geschmacklosem Witz und kaum kaschierter Brutalität.“

„Witzige Prügelklamotte von Sergio Corbucci“

## Auszeichnungen
Der Film wurde 1979 mit der Goldenen Leinwand ausgezeichnet.

## Trivia
- Das Ballspiel, bei dem in der großen Halle der Ball gegen die Wand geschleudert wird und nur einmal aufprallen darf, bevor der Gegner ihn zurückspielen muss, heißt Jai Alai.
- Zu Beginn des Films, als Terence Hill seinen Auftrag bekommt, ist ein altes Foto von Bud Spencer ohne Bart zu sehen. Nachdem Terence Hill es mit Filzstift bemalt hat, ist es Bud Spencers aktuellem Gesicht ähnlicher.
- Spencers Sohn Giuseppe Pedersoli hat im Film eine kleine Nebenrolle als Soldat, wird im Abspann aber nicht genannt.

## DVD- und Blu-ray-Veröffentlichung
Der Film erschien am 5. Juni 2003 bei e-m-s new media auf DVD. 2009 erfolgte eine Neuveröffentlichung mit höherer Bildqualität bei 3L.
2013 erschien der Film erstmals bei 3L auf Blu-ray. Dazu wurde der Film in HD-Qualität vom Originalnegativ abgetastet.

## Synchronisation
Karlheinz Brunnemann übernahm, wie in vielen weiteren Spencer-Hill-Filmen, wieder die Dialogregie und schrieb auch das Buch. Bud Spencer wurde diesmal von Martin Hirthe gesprochen. Thomas Danneberg übernahm wie gewohnt die Aufgabe, Terence Hill zu synchronisieren.
| Rolle             | Darsteller        | Synchronsprecher        |
| ----------------- | ----------------- | ----------------------- |
| Johnny Firpo      | Terence Hill      | Thomas Danneberg        |
| Charlie Firpo     | Bud Spencer       | Martin Hirthe           |
| Carabulis         | Luciano Catenacci | Klaus Miedel            |
| Nynfus            | Sal Borgese       | Jürgen Thormann         |
| Mullemaus         | Kim McKay         | Ilse Pagé               |
| Mancino           | Riccardo Pizzuti  | Heinz Petruo            |
| Schwester Susanna | Marisa Laurito    | Uta Hallant             |
| Mike Firpo        | Jerry Lester      | Friedrich W. Bauschulte |
| Admiral O’Connor  | Woody Woodbury    | Horst Schön             |
| Smilzo            | Sergio Smacchi    | Gerd Holtenau           |